# 밀라크 크리슈토프
밀라크 크리슈토프(헝가리어: Milák Kristóf, 2000년 2월 20일~)는 헝가리의 수영 선수로 주 종목은 접영이다. 현재 접영 200m 세계 기록과 접영 100m 유럽 기록을 보유하고 있다. 2020년 하계 올림픽에서 접영 200m 금메달, 100m에서 은메달을 획득했고 2024년 하계 올림픽에서 접영 200m 은메달을 획득했다. 또한 2019년 광주광역시에서 열린 세계 선수권 대회에 참가하여 접영 200m 세계 신기록을 기록했으며 2018년 하계 청소년 올림픽 3관왕을 달성하기도 했다.

## 경력

### 2017년 세계 선수권 대회
2017년 세계 수영 선수권 대회 100m 접영 준결승에서 50.77초에 들어오며 세계 주니어 신기록과 헝가리 신기록을 동시에 달성했다. 결승전에서 은메달을 획득했는데 준결승전보다 좀 더 빠른 50.62초를 기록하며 또 한번 세계 주니어 신기록과 헝가리 신기록을 갱신했다.

### 2018년
2018년 유럽 수영 선수권 대회에 참가하여 200m 접영에서 금메달을 획득했으며, 2018년 하계 청소년 올림픽에 참가하여 3개의 금메달과 1개의 은메달을 획득했다.

### 2019년

#### 2019년 세계 선수권 대회
밀라크는 2019년 세계 수영 선수권 대회에 참가하여 200m 접영 1:50.73을 기록하며 세계신기록을 달성 및 금메달을 획득하였다. 종전 기록은 마이클 펠프스가 달성하여 10년간 유지해오던 1:51.51이다.

#### 국제 수영 리그
2019년에 팀 아이언 소속으로 국제 수영 리그에 참가했다. 그는 두번 참가했으며, 접영 200m 종목에서 모두 우승했다.

### 2020년

#### 국제 수영 리그
코로나-19에 확진판정을 받으면서 그는 2020년 국제 수영 리그에 전부 참가하지 못했다.

### 2021

#### 2020 하계 올림픽
1년 연기되어 2021년에 개최한 2020년 하계 올림픽에 참가하여 접영 200m 종목에서 올림픽 신기록(1:51.25) 달성과 함께 개인 첫 금메달을 횓극했다. 접영 100m에서도 49.68에 들어오며 은메달을 획득했다. 그가 달성한 접영 100m 기록으로 유럽 신기록을 갱신했으며 케일럽 드레슬에 이어서 2번째로 빠른 선수가 되었다.

#### 국제 수영 리그
2021 국제 수영 리그에서도 팀 아이언 소속으로 참가하게 되었다.

## 개인 최고 기록
| 종목        | 기록    | 날짜          | 대회                           | 장소                        | 기타 |
| 자유형 50m  | 22.19   | 2021.03.24    | 헝가리 내셔널 챔피언쉽         | 헝가리                      |      |
| 자유형 100m | 48.00   | 2021. 03. 26. | 헝가리 선수권 대회             | 헝가리                      |      |
| 자유형 200m | 1:45.74 | 2021. 05. 21. | 2020년 유럽 선수권 대회        | 헝가리 부다페스트           |      |
| 자유형 400m | 3.48.08 | 2018. 10. 07. | 2018년 하계 청소년 올림픽      | 아르헨티나 부에노스아이레스 |      |
| 배영 50m    | 25.23   | 2018.03.31    | 헝가리 선수권 대회             | 헝가리                      |      |
| 배영 100m   | 54.67   | 2018.07.04    | 2018년 유럽 청소년 선수권 대회 | 핀란드 헬싱키               |      |
| 배영 200m   | 1:59.75 | 2018.06.01    | 헝가리 주니어 선수권 대회      | 헝가리                      |      |
| 접영 50m    | 23.50   | 2021.03.25    | 헝가리 선수권 대회             | 헝가리                      |      |
| 접영 100m   | 49.68   | 2021.07.31    | 2020년 하계 올림픽             | 일본 도쿄도                 |      |
| 접영 200m   | 1:50.73 | 2019.07.24    | 2019년 세계 수영 선수권 대회   | 대한민국 광주광역시         |      |

## 범례
|  | 세계 신기록                  |  |                   | 아프리카 신기록 |                      | Q | 예선 통과 |
|  | 올림픽 신기록                |  | 북아메리카 신기록 | DNS             | 경기를 시작하지 않음 |   |           |
|  |                              |  | 아시아 신기록     | DNF             | 경기를 마치지 않음   |   |           |
|  | 국가 신기록                  |  | 유럽 신기록       | DSQ             | 실격                 |   |           |
|  | 개인 최고 기록 (개인 신기록) |  | 오세아니아 신기록 | WD              | 기권                 |   |           |
|  | 시즌 최고 기록 (시즌 신기록) |  | 남아메리카 신기록 | NM              | 기록 없음            |   |           |

## 같이 보기
- 수영 접영 200m 세계 기록 추이